# 日本観光振興協会
公益社団法人日本観光振興協会 （にほんかんこうしんこうきょうかい、Japan Tourism Association）は、観光旅行の安全の確保、利便の増進及び容易化等のために必要な事業を行うことにより、国民の健全な観光旅行の普及発達を目的に掲げており、地方公共団体や都道府県観光協会（連盟）などが加盟している。元国土交通省所管。

## 沿革
- 1959年（昭和34年）：社団法人全日本観光連盟と財団法人国際観光協会を統合し、特殊法人日本観光協会を設立。
- 1964年（昭和39年）4月：特殊法人国際観光振興会を分離し、社団法人日本観光協会を設立。
- 1992年（平成4年）6月：財団法人日本観光開発財団を統合。
- 2011年（平成23年）4月：社団法人日本ツーリズム産業団体連合会と合併、社団法人日本観光振興協会に改称。
- 2013年（平成25年）4月：社団法人から公益社団法人に移行。